# Constantino Maradei Donato

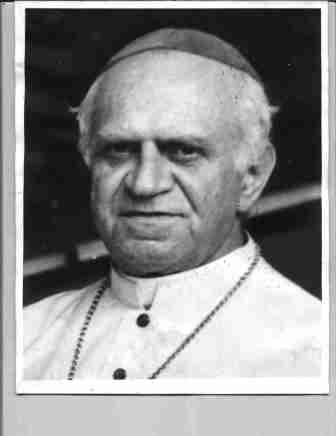
Constantino Maradei Donato

Constantino Maradei Donato (* 9. Dezember 1915 in Ciudad Bolívar; † 9. Januar 1992 in Caracas) war ein venezolanischer römisch-katholischer Geistlicher und Bischof von Barcelona.

## Leben
Constantino Maradei Donato empfing am 8. April 1939 das Sakrament der Priesterweihe.
Am 23. Juli 1965 ernannte ihn Papst Paul VI. zum ersten Bischof von Cabimas. Der Erzbischof von Caracas, José Kardinal Quintero Parra, spendete ihm am 29. August desselben Jahres die Bischofsweihe; Mitkonsekratoren waren der Bischof von Los Teques, Juan José Bernal Ortiz, und der Weihbischof in Caracas, Luis Eduardo Henríquez Jiménez. Maradei Donato nahm an der vierten Sitzungsperiode des Zweiten Vatikanischen Konzils teil.
Papst Paul VI. bestellte ihn am 18. November 1969 zum Bischof von Barcelona. Am 16. November 1991 nahm Papst Johannes Paul II. das altersbedingte Rücktrittsgesuch von Constantino Maradei Donato an.